# Fiesta del Santo Ecce Homo de Popayán
La Festividad en Honor al Santo Ecce Homo, también conocida como Fiesta Patronal de Popayán o La Fiesta del Amito es una celebración de carácter devocional y cultural acaecida en la capital del departamento del Cauca en Colombia y en torno a la conmemoración del que es considerado como el Patrono de la ciudad, el Santo Ecce Homo.
La misma es considerada como el segundo evento religioso más grande de la ciudad blanca, solo por detrás de la Semana Santa, llegando a reunir a cientos de miles de personas de toda la región y el país que demuestran su fervor a Cristo congregándose alrededor del Centro Histórico de Popayán.

## Historia

### Santo Ecce Homo de Popayán
Tallada en la última parte del siglo XVII, es una obra anónima perteneciente a la escuela quiteña, en específico se cree que por sus características está relacionada con el círculo del maestro José Olmos también conocido como ''Pampite''.
Según se narra, la imagen fue comprada por el rico comerciante y artesano liberto don Juan Antonio de Velasco en la villa de San Juan de los Pastos aun sin encarnar y con una vaga policromía tosca sin terminar, llegando a la ciudad de Asunción de Popayán en el año de 1680 y siendo los hábiles maestros de la escuela payanesa quienes fueron los que la concluyeron. Desde entonces se le dio veneración privada durante 30 años en el oratorio personal de la casona del matrimonio Velasco (ubicada en la carrera 5 entre calles 4 y 5) (conocida desde entonces como La Cuna del Santo Ecce Homo)).
Tiempo después, tanto don Juan Antonio como su esposa doña Gerónima de Velasco acordaron prestarla a la Catedral para presidir una procesión de la Semana Santa. No fue sino hasta 1717 cuando la familia cedió formalmente el Cristo, por lo que comenzó la tradición de bajarlo el Domingo de Ramos solo para procesionarlo el Lunes Santo y devolverlo a su lugar permanente en el Santuario de Belén (Construido por los Velasco entre 1681 y 1689).Y siendo custodiado por la recién establecida Cofradía del Santo Ecce Homo.

### Establecimiento de la Fiesta Patronal
Hasta inicios del siglo XX, la devoción hacia el Santo Ecce Homo solo se iba incrementando entre la feligresía payanesa y caucana que ya consideraban al cristo como milagroso y protector, por lo que se le llamaba comúnmente como El Amito. 
Sin embargo, hasta ese entonces solo la imagen tenía el permiso arzobispal para procesionar en la denominada Procesión del Clero realizada el Lunes Santo, pero debido a la inestabilidad causada por las guerras civiles de fines del siglo XIX, desastres naturales y la inmigración de familias pudientes hacia el Ecuador, la procesión terminó por desaparecer definitivamente en el año 1906. Por lo que la restricción episcopal se abolió y el Ecce Homo pudo salir los días martes, miércoles y jueves, aunque para ese momento la otrora Cofradía del Amo terminó disolviéndose y derivando en una entidad sucesora conocida como Junta Pro Culto al Santo Ecce Homo.
Ya hacia mediados del siglo XX, en Colombia se hizo muy popular celebrar la conmemoración internacional del trabajo por medio de protestas en las grandes ciudades. Pero la Popayán de los años 40 era una ciudad conservadora y muy religiosa, por lo que un cierto día del año 1938 un grupo de amigos estaba disfrutando en una fuente de soda en el centro histórico, entre aquellas pláticas surgió la idea de festejar una solemnidad dedicada al Santo Ecce Homo de Belén, que para ese entonces era una advocación especialmente querida y venerada por los popayanejos.
No fue sino hasta el año 1945 que la idea se hizo realidad, efectuándose una simple procesión que subía por los quingos de Belén. 

### Establecimiento de la Procesión de Bajada
Esta tradición surgió como respuesta a la creciente demanda de la feligresía de damas payanesas quienes a mediados del siglo XX habían obtenido varios derechos como al voto y al trabajo, por lo que muchas se emanciparon de su tradicional rol de ama de casa y exigieron también ser partícipes y tenidas en cuenta en las fiestas patronales que para ese entonces era exclusiva de los hombres, dado al gran fervor y cariño que el Santo Ecce Homo despertaba en cada patojo. 
Estableciéndose formalmente una procesión propia para ellas, aunque actualmente tanto hombres como mujeres pueden hacer parte tanto de la Bajada como la Subida del Amo Ecce Homo.

## Programación

### Quincenario
Inicia hacia el día 16 de abril como preludio para las celebraciones patronales, primero se realizan en el Santuario de Belén hasta la Bajada del Santo Ecce Homo, siendo concluidas en la Iglesia de San Francisco hasta las vísperas del 30 de abril y la posterior subida monumental el 1 de mayo.

### Procesión de Bajada
Inicia en el Santuario de Belén y termina en la Iglesia de San Francisco, normalmente suele acontecer a las 7 p. m. en horas de la noche, aunque ha sucedido que por cuestiones climáticas se ha pospuesto para días posteriores durante la mañana. En esta procesión tradicionalmente acompañan alumbrando al Amo Ecce Homo las mujeres payanesas.
Orden del desfile:
- Cruz procesional.
- Banda marcial de la Policía Nacional de Colombia. Unidad metropolitana de Popayán.
- Banda marcial de la Academia Militar Tomás Cipriano de Mosquera.
- Banda marcial de la Escuela Musical Artística de Paniquitá
- Chirimía tradicional de Popayán
- Estandarte del Santo Ecce Homo de Popayán, portado por damas pertenecientes a la Junta Pro Culto.
- Banda marcial Popayán Imperial
- Banda juvenil Fundación Colegio Madre Laura.
- Banda marcial Imperio Real de Popayán - Cauca.
- Banda de músicos del Batallón José Hilario López del Ejército Nacional de Colombia.
- Chirimía tradicional de Popayán
- Cura rector del Santuario de Belén.
- El Santo Ecce Homo. (imagen quiteña (San Juan de Pasto). Siglo XVII (1680)).
- Chirimía tradicional de Popayán.
- Banda marcial de la Academia Militar General Gustavo Matamoros D'Costa

### Misa de la Fiesta Patronal
Celebrada en la Iglesia de San Francisco por el Arzobispo de Popayán ante una multitudinaria asistencia del obrerismo payanes y la comunidad católica en general, es una eucaristía con motivo de la Fiesta del Santo Ecce Homo, en homenaje al labor de la Junta Pro Culto y en reconocimiento al arduas profesiones ejercidas por cada uno de los asistentes al evento. La misa inicia alrededor de las 10 a. m. y finaliza cerca de las 11:30 a. m. para dar inicio a la Monumental Procesión de Subida.

### Monumental Procesión de Subida
Inicia en la Iglesia de San Francisco y termina en el Santuario de Belén, es una de las procesiones más multitudinarias de todo el país, se estima que centenares de miles de personas llegan al centro histórico, tan solo para ser partícipes del desfile que durante todo su recorrido se puede percibir el fervor y cariño de la ciudadanía al santo patrono de la ciudad. Esta procesión tiene la peculiaridad de contar con una variada participación de diversas bandas marciales y juveniles durante todo el recorrido antes del Amo, además de ser alumbrado tradicionalmente el Ecce Homo por parte de los hombres payaneses.
Orden del desfile:
- Cruz procesional.
- Banda marcial de la Policía Nacional de Colombia. Unidad metropolitana de Popayán.
- Banda marcial de la Academia Militar Tomás Cipriano de Mosquera.
- Banda marcial Imperio Real de Popayán - Cauca.
- Banda marcial de la Institución Educativa Tata Wala.
- Gran Banda Chirimera
- Estandarte de la Junta Pro Culto al Santo Ecce Homo de Popayán, portado por sus miembros y decanos.
- Banda marcial Popayán Musical.
- Banda marcial del Real Colegio de San Francisco de Asís de Popayán -Cauca.
- Banda juvenil Fundación Colegio Madre Laura.
- Banda marcial de la Institución Educativa Manuel María Mosquera de Puracé.
- Banda marcial Ciudad Blanca.
- Chirimía Antología Payanesa.
- Arzobispo de Popayán y capítulo metropolitano con el seminario mayor de Popayán.
- El Santo Ecce Homo. (imagen quiteña (San Juan de Pasto). Siglo XVII (1680)).
- Banda marcial de la Academia militar General Gustavo Matamoros D'Costa.

## Impacto social y cultural
Según el renombrado profesor patojo Gustavo Wilches Chaux, las fiestas patronales del Santo Ecce Homo en conjunto con la Semana Santa tanto mayor como chiquita son el principal y único patrimonio cultural de la ciudad de Popayán que son capaces de movilizar masas de personas por medio de la fe y la tradición, además de inspirar sentidos tanto de pertenencia como de identidad propia payanesa, siendo justamente este sentido de singularidad la que brindó del reconocimiento de la Nación a las procesiones de la Semana Mayor por medio de la Ley 891 de 2004, de la misma forma fueron inscritas en la Lista representativa del Patrimonio Cultural Inmaterial de la Humanidad por la Unesco el 30 de septiembre de 2009.